# Singles 1963-1965
Singles 1963-1965 je box set kompilacija singlova i EP-a The Rolling Stonesa koja obuhvaća razdoblje od 1963. do 1965. godine. Singles 1963-1965, kao i iduća dva box seta Singles 1965-1967 i Singles 1968-1971 su po izlasku naišli na određene kritike, bilo je pitanje koliko su ti box setovi neophodni, ponajprije zato što se na albumu Singles Collection: The London Years već nalazi gotovo sav taj materijal.

## Popis pjesama

### Disk 1
1. "Come On" - 1:48
2. "I Want To Be Loved" - 1:52

### Disk 2
1. "I Wanna Be Your Man" - 1:44
2. "Stoned" - 2:07

### Disk 3: The Rolling Stones EP
1. "Bye Bye Johnny" - 2:09
2. "Money (That's What I Want)"  - 2:31
3. "You Better Move On" - 2:39
4. "Poison Ivy " - 2:06

### Disk 4
1. "Not Fade Away" - 1:47
2. "Little by Little" - 2:39

### Disk 5
1. "It's All Over Now" - 3:28
2. "Good Times, Bad Times" - 2:30

### Disk 6: Five By Five EP
1. "If You Need Me" - 2:03
2. "Empty Heart" - 2:37
3. "2120 South Michigan Avenue" - 2:07
4. "Confessin' The Blues" - 2:48
5. "Around and Around" - 3:05

### Disk 7
1. "Tell Me (You're Coming Back)" - 2:37
2. "I Just Want To Make Love To You" - 2:17

### Disk 8
1. "Time Is On My Side" - 2:52
2. "Congratulations" - 2:28

### Disk 9
1. "Little Red Rooster" - 3:05
2. "Off The Hook" - 2:34

### Disk 10
1. "Heart of Stone" - 2:46
2. "What A Shame" - 3:03

### Disk 11
1. "The Last Time" - 3:42
2. "Play With Fire" - 2:14

### Disk 12: got LIVE if you want it! EP
1. "We Want The Stones"  - 0:13
2. "Everybody Needs Somebody to Love" - 0:36
3. "Pain In My Heart" - 2:03
4. "Route 66" - 2:36
5. "I'm Movin' On" - 2:13
6. "I'm Alright" - 2:22

## Vanjske poveznice
- allmusic.com - Singles 1963-1965